# Dario Antiseri

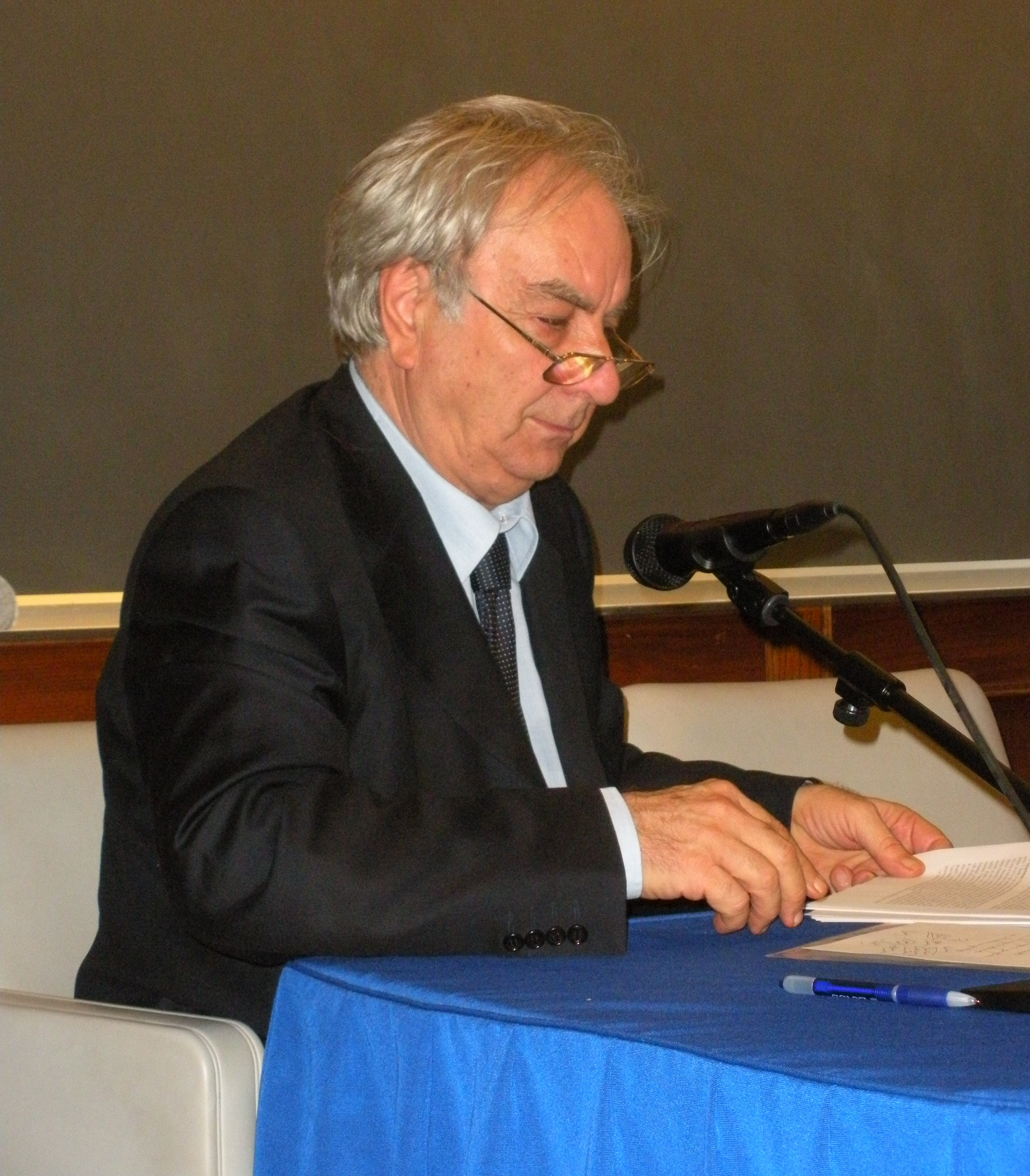
Dario Antiseri (2009)

Dario Antiseri (* 9. Januar 1940 in Foligno) ist ein italienischer Philosoph und emeritierter Hochschullehrer.

## Leben
Antiseri wurde 1963 an der Universität Perugia in Philosophie promoviert und setzte anschließend seine Studien an verschiedenen Universitäten in Europa zu Fragen der mathematischen Logik, Erkenntnistheorie und Sprachphilosophie fort.
Im Jahr 1968 begann er mit eigener Lehre an der Sapienza-Universität von Rom und der Universität Siena. Er ist ebenfalls Mitglied des Beirats des Forschungszentrums Tocqueville-Acton.
Von 1975 bis 1986 war Antiseri Professor für Philosophie der Sprache an der Universität Padua. Zwischen 1986 und 2009 übernahm er den Vorsitz des „Methodology of Social Sciences“ an der Libera Università Internazionale degli Studi Sociali in Rom und dann auch das Amt des Dekans der Politikwissenschaft derselben Universität zwischen 1994 und 1998.
Im Februar 2002 erhielt er zusammen mit John Royal die Ehrendoktorwürde der Universität Moskau.

## Werk
Antiseri ist Autor zahlreicher Werke, von denen viele in mehrere Sprachen übersetzt wurden. Zu seinen Arbeitsschwerpunkten zählen Epistemologie, Sprachphilosophie, Analytische Philosophie und insbesondere die Philosophie des Kritischen Rationalismus nach Karl R. Popper. Beim Verlag Rubbettino erschienen darüber die beiden Bände Karl Popper (1999) und La Vienna di Popper (2000). Ein weiteres Werk aus diesem Themenkomplex ist die Schrift Karl R. Popper – Vordenker für eine offene Gesellschaft (2005 auf Deutsch aus dem Italienischen übersetzt bei ars una). Hier stellt Antiseri sehr ausführlich die Denker des Wiener Kreises vor. Zusammen mit Giovanni Reale verfasste er eines der bekanntesten Handbücher der Philosophiegeschichte: Il pensiero occidentale dalle origini ad oggi, das auch in die spanische, portugiesische und russische Sprache übersetzt wurde.